# Роберто Ечебаррія Арруті
Роберто Ечебаррія Арруті (ісп. Roberto Echevarría Arruti, баск. Roberto Etxebarria Arruti; 6 травня 1908, Ейбар, Іспанія — 17 лютого 1981, там же) — іспанський футболіст, що грав на позиції півзахисника.
Виступав за національну збірну Іспанії.

## Клубна кар'єра
У дорослому футболі дебютував 1926 року виступами за команду клубу «Ейбар», в якій провів один сезон.
Протягом 1927—1928 років захищав кольори команди клубу «Алавес».
Своєю грою за останню команду привернув увагу представників тренерського штабу клубу «Атлетік Більбао», до складу якого приєднався 1928 року. Відіграв за клуб з Більбао наступні дванадцять сезонів своєї ігрової кар'єри. В останньому з них, сезоні 1939/40, був також головним тренером «Атлетіка» і привів його до третього місця у чемпіонаті.
Завершив професійну ігрову кар'єру у клубі «Реал Сосьєдад», за команду якого виступав протягом 1940—1942 років.

## Виступи за збірну
1928 року дебютував в офіційних матчах у складі збірної Іспанії. Перший представник «Алавеса» у головній команді країни. Протягом кар'єри у національній команді, яка тривала 9 років, провів у формі головної команди країни 7 матчів.

## Досягнення
- Чемпіон Іспанії (4): 1929-30, 1930-31, 1933-34, 1935-36
- Володар Кубка Іспанії (4): 1930, 1931, 1932, 1933